# Џејмс Фокс
Вилијам Фокс (енгл. William Fox; рођен 19. маја 1939. у Лондону), професионално познат као Џејмс Фокс, је енглески филмски, позоришни и телевизијски глумац. Одиграо је више од 100 улога на филму и телевизији.
Појављивао се у бројним филмовима од раних шездесетих година 20. века, када је стекао популарност. За филм Слуга (The Servant) (1963) у коме је глумио заједно са Дирком Богардом освојио је БАФТА награду 1964. године.
Познат је и по улогама у филмовима Ти величанствени људи у својим летећим машинама (1965), Потера без милости (1966), Грејсток: Легенда о Тарзану (1984). Психоделичним дуетом са Миком Џегером у филму Николаса Роуга Перформанс (1970) постао је култна фигура за читаву генерацију која се бавила хипијевском филозофијом.
После десетогодишњег прекида, каријеру је наставио глумећи у разним успешним филмовима почевши осамдесетих година. Ту су улоге у филмовима Пут за Индију (1984) која му је обезбедила номинацију за БАФТА награду 1986. године, Моћни Квин (1989), Руска кућа (1990), Патриотске игре (1992), Остаци дана (1993), Ана Карењина (1997), Плавооки Мики (1999), Принц и ја (2004), Чарли и фабрика чоколаде (2005) и Шерлок Холмс (2009), између осталих.
Његов рођени брат је познати енглески глумац Едвард Фокс, а нећака такође позната енглеска глумица Емилија Фокс.